# Nyssocarinus vittatus
Nyssocarinus vittatus är en skalbaggsart som beskrevs av Gilmour 1960. Nyssocarinus vittatus ingår i släktet Nyssocarinus och familjen långhorningar. Inga underarter finns listade i Catalogue of Life.